# Kənzə (İsmayıllı)
Kənzə è un villaggio dell'Azerbaigian situato nel comune di Qoşakənd, distretto di İsmayıllı.